# قتلت ولدي (فلم)
قتلت ولدي فيلم مصري من إنتاج عام 1945، بطولة أنور وجدي، إخراج جمال مدكور.

## فريق العمل
- أنور وجدي
- محمود المليجي
- محمود شكوكو
- ثريا فخري
- علوية جميل
- زوزو ماضي
- فردوس حسن في دور فاطمة
- حسن البارودي
- حسين رياض
- زوزو شكيب
- نبوية مصطفى

## روابط خارجية
- قتلت ولدي على موقع IMDb (الإنجليزية)
- قتلت ولدي على موقع الدهليز
- قتلت ولدي على موقع قاعدة بيانات الأفلام العربية
- قتلت ولدي على موقع أول موفي (الإنجليزية)